# Progressiva eran
Progressiva eran (Progressive Era) i USA var en period av stark samhällsaktivism och politiska reformer, och varade mellan 1890-talet och 1920-talet.  Under denna epok försökte Jane Addams och stålmagnaten Clayton Mark möta sociala och politiska problem. Samtidigt infördes kvinnlig rösträtt.
Under 1940-talet menade många historiker att eran föregick New Deal, och daterades med startdatum 1901 (då Theodore Roosevelt blev president) och första världskriget som slutdatum (1914 eller 1917 beroende på om man räknar från krigsutbrottet eller USA:s inträde i kriget). Historiker har senare flyttat startdatumet några år bakåt i tiden på grund av progressiva reformer på kommunal  och deltstatlig nivå under 1890-talet.

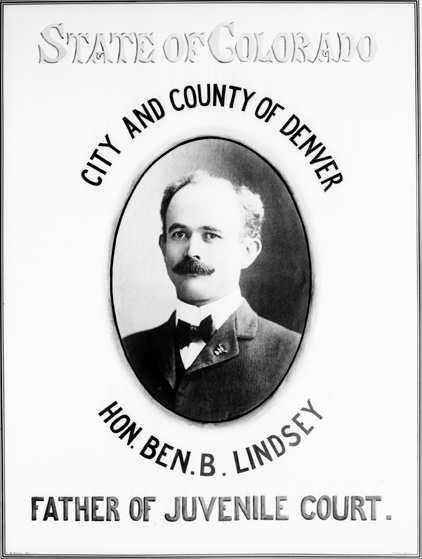
Coloradodomaren Ben Lindsey blev en pionjär för skapandet av ett domstolssystem för ungdomsbrottslingar.